# Karl J. Jacquet
Karl Jacquet (* 1726 in Wien; † 19. Januar 1813 ebenda) war ein österreichischer Theaterschauspieler.

## Leben
Jacquet betrat die Bühne zum ersten Mal 1750 und kam 1759 in seine Vaterstadt zurück, wo er auf der Nationalbühne als „Achill“ in Iphigenie debütierte. Er wirkte dort bis zu seiner Pensionierung im Jahr 1793. Seine bekanntesten Rollen waren „Paul Werner“, „Kauzer“ in Weber, „Hausknecht“ in Furchtsame und „Sumpf“ in Schneider und Tod.
Seine Töchter Katharina Jacquet und Maria Anna Adamberger wurde mit seiner Unterstützung ebenfalls Schauspieler, sein Schwiegersohn war Josef Valentin Adamberger.